# Кармел, Пип
Фили́ппа «Пип» Карме́л (англ. Philippa «Pip» Karmel; 27 марта 1963, Аделаида, Австралия) — австралийская режиссёр, сценаристка и монтажёр.

## Биография
Филиппа Кармел родилась 27 марта 1963 года в Аделаиде (Австралия) в семье экономиста и профессора Питера Кармела (1922—2008). Она изучала изобразительное искусство в Аделаиде.
Она работала в качестве монтажёра над несколькими фильмами, включая Call Me Mr. Brown (1985), который стал первым художественным фильмом Скотта Хикса. Впоследствии она изучала режиссуру и редактирование фильмов в Австралийской школе телевидения и радиовещания. Она прервала учёбу, чтобы отредактировать фильм «Себастьян и Воробей» (1988), что стало её первой серьёзной работой. Её выпускным фильмом стал Sex Rules (1989), короткометражка.
В 1997 году Пип была номинирована на «Оскар» в номинации «Лучший монтаж» за фильм «Блеск».
В 2023 года Пип стала одним из главных сценаристов сериала «Плохое поведение».